# My Neighbor Seki
My Neighbor Seki (яп. となりの関くん Тонари но Сэки-кун) — японская манга, автором и иллюстратором которой является Такума Морисигэ. Сюжет повествует о девочке по имени Руми Ёкой, которая пытается обратить на себя внимание в классе и её одноклассника по имени Тосихаки Сэки, который каждый раз начинает серьёзно увлекаться очередной игрой и быстро забывает о ней. Манга изначально была выпущена одной главой в 2010 году и начала свой постоянный выпуск с ноябрьского издания журнала Comic Flapper в 2010 году. Манга публикуется также на территории США. По мотивам манги студией Shin-Ei Animation были выпущены OVA серии вместе с ограниченным изданием пятого тома манги 4 января 2014 года. С января по май 2014 года выпускался 21-серийный аниме-сериал.

## Персонажи
Руми Ёкои (яп. 横井 るみ Ёкои Руми) — главная героиня истории и выступает в качестве рассказчика. Она постоянно пытается обратить на себя внимание в классе, но каждый раз отвлекается на выходки своего соседа по парте по имени Сэки. Она либо пытается помешать Сэки в новом увлечении путём саботажа или сама присоединяется к его игре, но даже при таком раскладе создаёт новые проблемы для Сэки.
Сэйю: Кана Ханадзава
Тосинари Сэки (яп. 関 俊成 Сэки Тосинари) — одноклассник Руми, тихий и таинственный подросток, который только и занимается тем, что играет на своей парте в разные настольные игры или мастерит что-то. Обычно в его дела вмешивается любопытная Руми, которая часто создаёт проблемы для Сэки. Если Сэки отвлекается, то он больше не сможет концентрироваться на объекте увлечения. Тогда Сэки в порыве гнева может даже сломать свои игрушки. Не имеет друзей, а в кругу других одноклассников не проявляет никаких странностей.
Сэйю: Хиро Симоно
Сакурако Гото (яп. 後藤 桜子 Гото: Сакурако) — одноклассница Руми и Сэки, сидит рядом с ними. Позже становится подругой Руми. Она также считает, что Руми и Сэки влюблены друг в друга.
Сэйю: Сатоми Сато
Томока Хасино (яп. 橋野 友香 Хасино Томока) — одноклассника Руми и Сэки, носит очки.
Сэйю: Кокоро Кикути
Акиясу Удзава (яп. 宇沢 明康 Удзава Акиясу) — одноклассник Руми и Сэки, который всегда скучает и часто мешает Сэки в его увлечениях.
Сэйю: Минору Сираиси
Такахиро Маэда (яп. 前田 高広 Маэда Такахиро) — одноклассник Сэки, который сидит прямо перед ним. Ввиду своих внушительных размеров, он загораживает Сэки, из-за чего учителя никогда не замечают, чем Сэки занимается.
Сэйю: Сигэюки Сусаки
Ю Накама (яп. 仲間 由宇 Накама Ю:) — одноклассница Руми и её подруга
Сэйю: Мами Ситара

## Медиа

### Манга
Автором и иллюстратором манги является Такума Морицугэ, манга была изначально выпущена как ваншот в августе 2010 года издательством Media Factory в журнале Comic Flapper и с ноября того же года начала свой постоянный выпуск. Первый танкобон был выпущен 23 апреля 2011 года, шесть томов были выпущены 23 июля 2014 года. Манга была лицензирована для выпуска на территории США под названием My Neighbor Seki. Выпуск манги начался в январе 2015 года, каждый том выходит с интервалом в 2-3 месяца.

## Список глав манги
| №                | Японский (оригинал) | Японский (оригинал)    | Английский          | Английский             |
| №                | Дата публикации     | ISBN                   | Дата публикации     | ISBN                   |
| ---------------- | ------------------- | ---------------------- | ------------------- | ---------------------- |
| 1                | 23 апреля 2011 года | ISBN 978-4-8401-3791-1 | 13 января 2015 года | ISBN 978-1-9391-3096-9 |
| - Chapters 1–15  |                     |                        |                     |                        |
| 2                | 22 ноября 2011 года | ISBN 978-4-8401-4065-2 | 14 апреля 2015 года | ISBN 978-1-9391-3097-6 |
| - Chapters 16–28 |                     |                        |                     |                        |
| 3                | 23 июля 2012 года   | ISBN 978-4-8401-4701-9 | 14 июля 2015 года   | ISBN 978-1-9412-2048-1 |
| - Chapters 29–42 |                     |                        |                     |                        |
| 4                | 6 апреля 2013 года  | ISBN 978-4-8401-5046-0 | —                   | ISBN —                 |
| - Chapters 43–55 |                     |                        |                     |                        |
| 5                | 4 января 2014 гида  | ISBN 978-4-0406-6240-4 | —                   | ISBN —                 |
| - Chapters 56–68 |                     |                        |                     |                        |
| 6                | 23 июля 2014 года   | ISBN 978-4-0406-6819-2 | —                   | ISBN —                 |

### Аниме
Аниме-сериал, состоящий из 21 серии был выпущен студией Shin-Ei Animation режиссёром выступил Юдзи Муто. Сериал транслировался на территории Японии с 5 января по 25 мая 2014 года, а также официально выпускался на американском веб-сайте Crunchyroll под названием Tonari no Seki-kun: The Master of Killing Time. Вместе с пятым томом манги было выпущено ограниченное издание, которое включало в себя DVD издание с двумя первыми OVA сериями. Сериал также вышел на DVD двумя частями 28 мая 2014 года, в каждом диске был доступна бонусная серия. Открывающую композицию к аниме «Meiwaku Spectacle» (яп. 迷惑スペクタクル Мэйваку Супэкутакуру) исполняет Кана Ханадзава, а концовку «Set Them Free» исполняет Акира Дзимбо. Музыку к аниме сочинил Акифуми Тада.

## Критика и популярность
По данным на январь 2014 года на территории Японии было продано свыше двух миллионов копий манги. Манга была также номинирована на премию Манга тайсё в 2012 году.
Карен Мид, критик сайта Japanator оценила в произведении главного героя, который увлечённо занимается своими делами, но остальные персонажи получились не такими интересными. Она также отметила, что серии слишком растянуты, что создаёт напряженную атмосферу, так как сюжет может спокойно уместится в 3-4 минуты. Ричасрд Эизенбейс, критик сайта Kotaku назвал аниме простым, но очень занимательным.